# Frivolous Sal
Frivolous Sal è un album di Sal Salvador, pubblicato dalla Bethlehem Records nel maggio del 1956. 

## Tracce
Lato A
1. Frivolous Sal – 3:13 (Bill Holman)
2. Tangerine – 3:06 (Johnny Mercer, Victor Schertzinger)
3. I Cover the Waterfront – 3:39 (Johnny Green, Edward Heyman)
4. You Stepped Out of a Dream – 3:25 (Nacio Herb Brown, Gus Kahn)
5. You Could Swing for That – 3:25 (Sal Salvador)

Durata totale: 16:48
Lato B
1. All the Things You Are – 4:02 (Oscar Hammerstein II, Jerome Kern)
2. Salaman – 4:17 (Sal Salvador, Manny Albam)
3. Handful of Stars – 3:38 (Jack Lawrence, Ted Shapiro)
4. I Love You – 3:10 (Cole Porter)
5. I'll Remember April – 4:52 (Don Raye, Gene De Paul)

Durata totale: 19:59

## Musicisti
- Sal Salvador - chitarra
- Eddie Costa - pianoforte, vibrafono
- George Roumanias - contrabbasso
- Jimmy Campbell - batteria